# بايس دي كاسل
بايس دي كاسل (بالفرنسية: Union Sportive du Pays de Cassel)‏ هو نادٍ لكرة القدم يقع مقره في نور بفرنسا. اعتبارًا من موسم 2022–23، يُنافس في المنطقة 1 الإقليمية، لكرة القدم الفرنسية.

## تاريخ
تأسس عام 2018 بعد دمج أربع أندية محلية صغيرة.